# Deutsche Cadre-71/2-Meisterschaft 2007/08

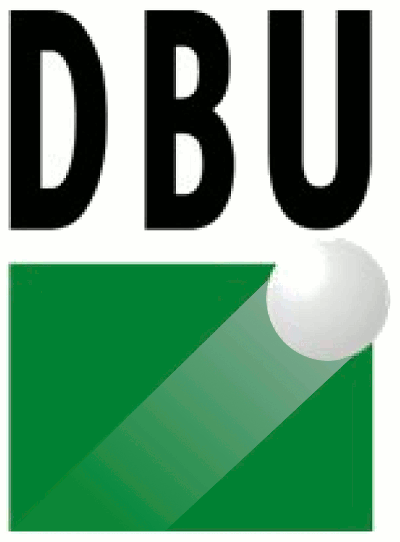
Verbandslogo: DBU

Die Deutsche Cadre-71/2-Meisterschaft 2007/08 ist eine Billard-Turnierserie und fand vom 2. bis zum 11. November 2007 in Bad Wildungen zum 58. Mal statt.

## Geschichte
Die Informationen stammen aus der österreichischen Billardzeitung Billard. Detaillierte Turnierinformationen sind nicht bekannt.

## Modus
Gespielt wurden zwei Vorrundengruppen bis 150 Punkte. Die beiden Gruppenbesten spielten dann im K.-o.-System den Sieger aus. Platz drei wurde nicht mehr ausgespielt.
Die Endplatzierung ergab sich aus folgenden Kriterien:
1. Matchpunkte
2. Generaldurchschnitt (GD)
3. Bester Einzeldurchschnitt (BED)
4. Höchstserie (HS)

## Finalrunde
| Halbfinale       |     |     |   |       |       |    |
| Thomas Nockemann | 2:0 | 150 | 6 | 25,00 | 25,00 | 96 |
| Markus Melerski  | 0:2 | 129 | 6 | 21,50 | –     | 55 |
| Sven Daske       | 2:0 | 150 | 4 | 37,50 | 37,50 | 72 |
| Arnd Riedel      | 0:2 | 95  | 4 | 23,75 | –     | 92 |
| Finale           |     |     |   |       |       |    |
| Thomas Nockemann | 2:0 | 150 | 6 | 25,00 | 25,00 | 65 |
| Sven Daske       | 0:2 | 60  | 6 | 10,00 | –     | 22 |

## Abschlusstabelle
| Klassement                 | Klassement | Klassement       | Klassement | Klassement | Klassement | Klassement | Klassement | Klassement | Klassement |
| Phase                      | Platz      | Name             | MP         | Pkte.      | Aufn.      | GD         | BED        | HS         |            |
| -------------------------- | ---------- | ---------------- | ---------- | ---------- | ---------- | ---------- | ---------- | ---------- | ---------- |
| Finale                     | 1          | Thomas Nockemann | 10:0       | 750        | 28         | 26,78      | 37,50      | 96         |            |
| Finale                     | 2          | Sven Daske       | 8:2        | 660        | 24         | 27,50      | 37,50      | 103        |            |
| Halb- finale               | 3          | Markus Melerski  | 4:4        | 486        | 29         | 16,75      | 18,75      | 74         |            |
| Halb- finale               | 3          | Arnd Riedel      | 4:4        | 483        | 33         | 14,63      | 15,00      | 92         |            |
| Gruppen- phase             | 5          | Carsten Lässig   | 2:4        | 347        | 20         | 17,35      | 30,00      | 61         |            |
| Gruppen- phase             | 6          | Robert Pragst    | 2:4        | 378        | 26         | 14,53      | 13,63      | 69         |            |
| Gruppen- phase             | 7          | Uwe Matuszak     | 0:6        | 226        | 23         | 9,82       | –          | 36         |            |
| Gruppen- phase             | 8          | Axel Büscher     | 0:6        | 233        | 27         | 8,62       | –          | 52         |            |
| Turnierdurchschnitt: 16,96 |            |                  |            |            |            |            |            |            |            |